# Secqueville-en-Bessin
Secqueville-en-Bessin ist eine ehemalige französische Gemeinde mit zuletzt 388 Einwohnern (Stand: 1. Januar 2013), den Secquevillais, im Département Calvados in der Region Normandie.
Am 1. Januar 2016 wurde Secqueville-en-Bessin im Zuge einer Gebietsreform zusammen mit der benachbarten Gemeinde Lasson als Ortsteil in die neue Gemeinde Rots eingegliedert.

## Geografie
Lasson liegt rund 13,5 Kilometer nordwestlich von Caen.

## Bevölkerungsentwicklung
| Jahr                             | 1793 | 1836 | 1876 | 1926 | 1946 | 1968 | 1990 | 2013 |
| Einwohner                        | 420  | 404  | 328  | 222  | 223  | 209  | 264  | 388  |
| Quelle: Cassini, EHESS und INSEE |      |      |      |      |      |      |      |      |

## Sehenswürdigkeiten
- Kirche Saint-Sulpice mit Kirchenschiff aus dem 11. Jahrhundert, seit 1840 Monument historique[3]
- Soldatenfriedhof
- Lavoir (Waschhaus)